# Attaque du Curtis Culwell Center
L'attaque du Curtis Culwell Center est un attentat terroriste djihadiste qui a lieu le 3 mai 2015 dans la ville américaine de Garland, au Texas. L'attentat ne fait pas de victimes, hormis les deux assaillants tués par la police.

## Description
Le 3 mai 2015, deux hommes attaquent le Curtis Culwell Center, un centre de conférences à Garland (Texas), où se tient une exposition et un concours de caricatures du prophète Mahomet en réponse à l'attentat contre Charlie Hebdo à Paris cinq mois plus tôt, organisé par l'organisation islamophobe Stop Islamization of America.
Les assaillants armés de fusils d'assaut, Elton Simpson et Nadir Soofi, sont tués par la police. Un agent de police est atteint par une balle à la cheville mais sort rapidement de l'hôpital.
L'État islamique revendique l'attaque. Il s'agit de la première attaque revendiquée par l'organisation terroriste sur le sol américain. L'homme politique néerlandais Geert Wilders assiste au concours mais quitte les lieux avant l'attaque. Al-Qaïda appelle fréquemment au meurtre de Wilders à cause de ses critiques de l'islam.
Deux jours avant l'attaque, le 1er mai 2015, Khalan Cypher, l'un des membres la Katiba des Narvalos, collectif de citoyens luttant contre les activités djihadistes sur les réseaux sociaux, prévient par un tweet le Federal Bureau of Investigation (FBI) et la police de la ville de Garland de l'imminence d'un attentat, mais son alerte n'est pas remarquée.